# Plaza Camilo Mori
La Plaza Camilo Mori está ubicada en la comuna de Providencia, en Santiago de Chile. Se encuentra entre las calles Constitución y Antonia López de Bello, en el corazón del Barrio Bellavista. A una cuadra está la calle Pío Nono, que a lo largo de sus bulliciosas cuadras conduce al Zoológico metropolitano y al mismo Cerro San Cristóbal.
Es también un importante punto de encuentro de la bohemia y la cultura y donde se pueden ver importantes lugares como la casa-museo de Pablo Neruda (conocida como La Chascona), el paseo Chucre Manzur, el Centro Mori, los pubs y restoranes desde la plaza hacia el sur, por la calle Constitución (donde destaca el Galindo) y sobre todo un gran número de talleres, teatros y centros culturales. Nemesio Antúnez, Pablo Neruda, Mario Baeza y Camilo Mori son ejemplos de cómo los artistas dieron forma a este sector del Barrio Bellavista.
Se tiene acceso por la Estación Baquedano   del Metro de Santiago.

## Origen del sector y su transformación
En un primer momento, el Barrio Bellavista formaba parte de La Chimba; parte de las construcciones (en su gran mayoría de sectores bajos) ubicadas en el norte de la ciudad de Santiago de Chile. La Chimba, como lo hacen notar los estudios sobre urbanismo en Santiago, se diferenció de las otras zonas de Santiago (poniente, sur y oriente) por la ausencia de puntos referenciales (plazas, parques centrales). Se supone que esto fue por la cantidad de población indígena y mestizos subversivos, lo que fue haciendo un diseño urbanístico rodeado desde afuera y no controlado panópticamente (desde un centro interior y desde afuera). El límite era el Río Mapocho, y en invierno sus trágicos desbordes hacia el norte no eran atendidos por la autoridad. Sin embargo, parte de la burguesía chilena se empezó a sentir atraída por el carácter bucólico-pastoril, de parte del norte de Santiago y empezó a establecerse en ciertos sectores del norte. Ahí parten las construcciones más notables del Barrio Bellavista, desplazándose entre el Cerro San Cristóbal y el Río Mapocho hacia el oriente a través de los años.
La Plaza Camilo Mori es parte de ese proceso y en 1923 toma su forma característica con la construcción de la Casa Roja o Castillo Lehuedé; declarado patrimonio cultural. Desde 1960 el sector de plaza toma su "vocación" con la casa de Pablo Neruda (iniciada en 1953) y el anexamiento definitivo con Providencia. Con el tiempo se ha ido marcando la división del Barrio Bellavista entre una Bellavista poniente, perteneciente a Recoleta, pauperizada y recuperando elementos populares a través de la colonización simbólica y física de clases más bajas, y la Bellavista oriente, perteneciente a Providencia, con un perfil bohemio pero sobrio, cultural y de espacios bien cuidados. En este último sector está la Plaza Camilo Mori, protegida entre una serie de patrimonios culturales.